# 鲁维耶洛斯德拉塞里达
鲁维耶洛斯德拉塞里达，是西班牙阿拉贡自治区特鲁埃尔省的一个市镇。总面积67平方公里，总人口59人（2001年），人口密度1人/平方公里。